# Улица Ленина (Таруса)
Улица Ленина — улица в городе Таруса. Главная улица города, туристический маршрут, проходит от улицы Розы Люксембург (Площадь Ленина) до восточной границы города, на конечном участке разветвляясь на трассы 29К-027 и 29Н-435. В начале улицы к ней примыкает Комсомольская улица. Протяжённость улицы 4838 метров

## История
Улица является начальным участком дороги, ведущей в Калугу. Историческое название — Калужская. Издавна являлась главной улицей города, вела к главному городскому собору — Святых Петра и Павла и главной — Соборной (торговой) площади. Носила торговый характер, здесь находились в основном купеческие дома, первые этажи которых отводились под магазины (лавки). Ранняя застройка улицы погибла в грандиозном пожаре города 1779 года, восстановление проходило по регулярному плану застройки города, утверждённому императрицей Екатериной II.
В 1890 году у выхода улицы к главной площади города деревянные строения были перестроены в полукруглое одноэтажное каменное здание. В нём разместились склады, магазины розничной и оптовой торговли, здание существует и сохранило свои функции до настоящего времени.
С установлением советской власти улица получила имя создателя Советского государства — Владимира Ленина.
В октябре 2020 года улица была переименована в Калужскую, но уже в январе следующего года переименование улицы было отложено на два года. Жители города протестуют против переименования

## Достопримечательности
Памятник Ленину (скульптор П. И. Бондаренко)
д. 1а — Тарусская картинная галерея
д. 1В — Собор Святых Петра и Павла
д. 2 — здание казначейства
д. 4/2 — здание суда
д. 10 — здание бывшего земства 
д. 12 — Жилой дом 
д. 13 — Жилой дом 
д. 21 — бывший Дом Колосковых
д. 29 — бывший Дом Добротворских

## Известные жители
д. 43 — художник А. В. Григорьев (1936—1961 гг.)

## Галерея

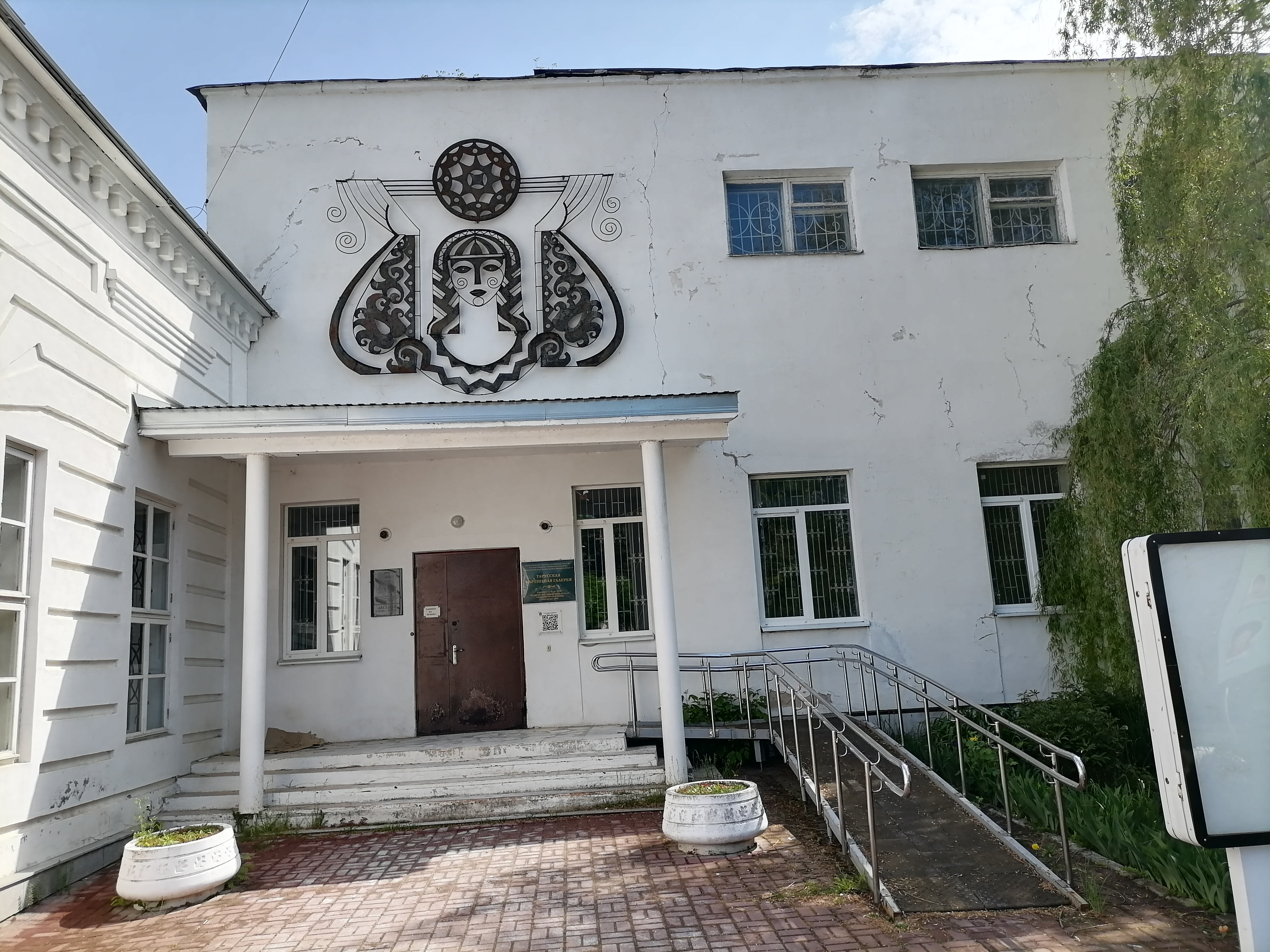
Тарусская картинная галерея
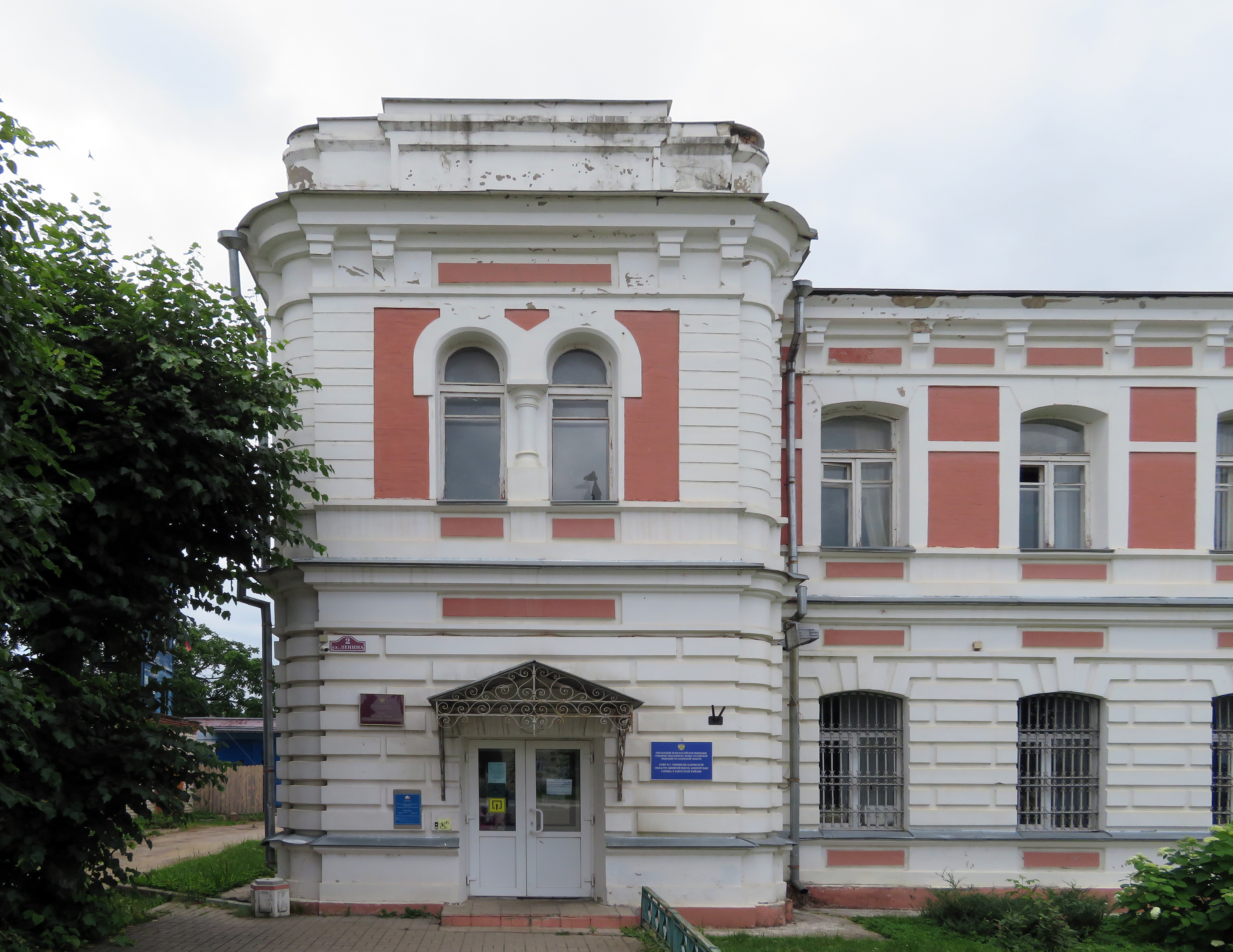
д. 2
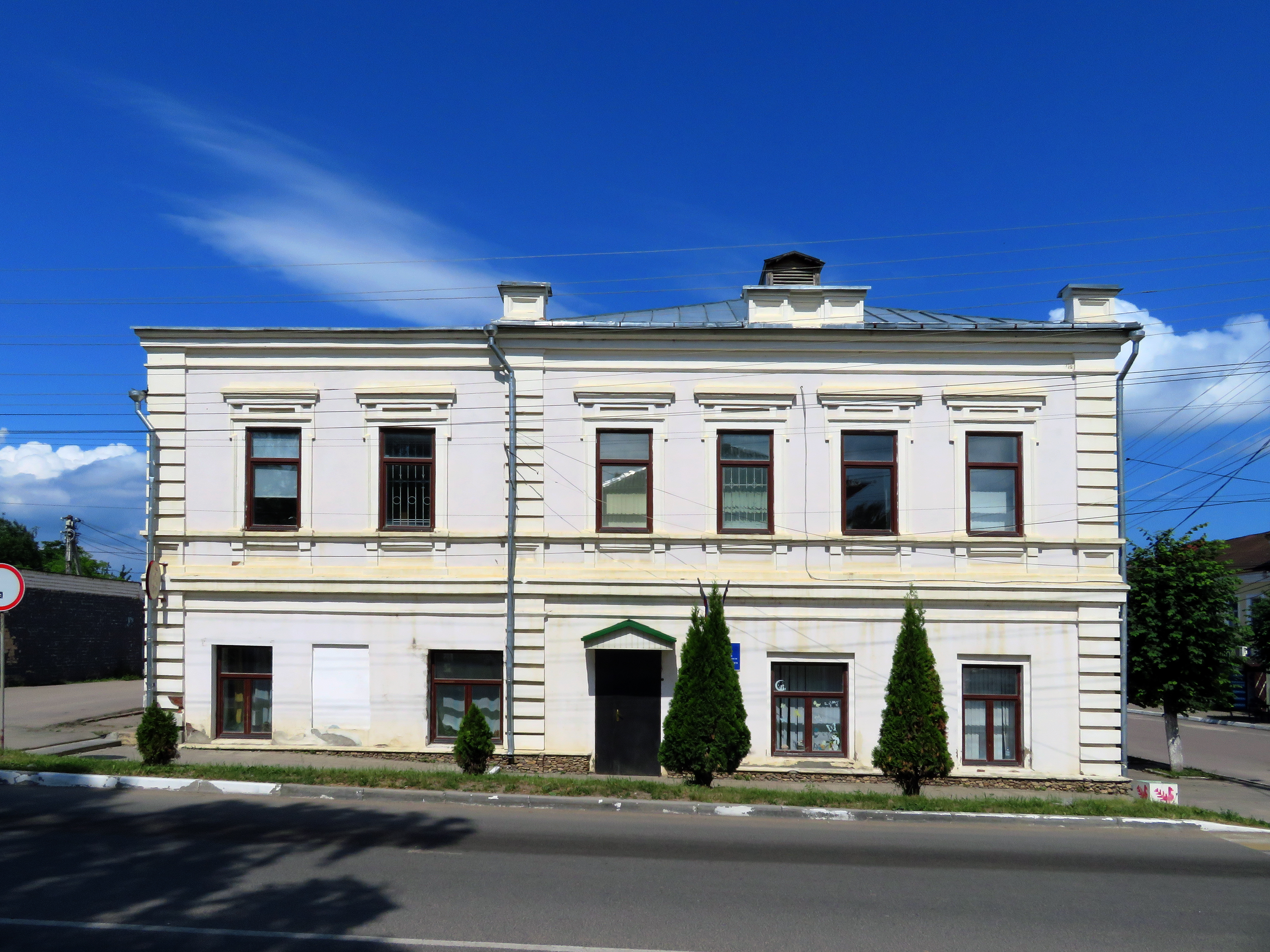
д. 10
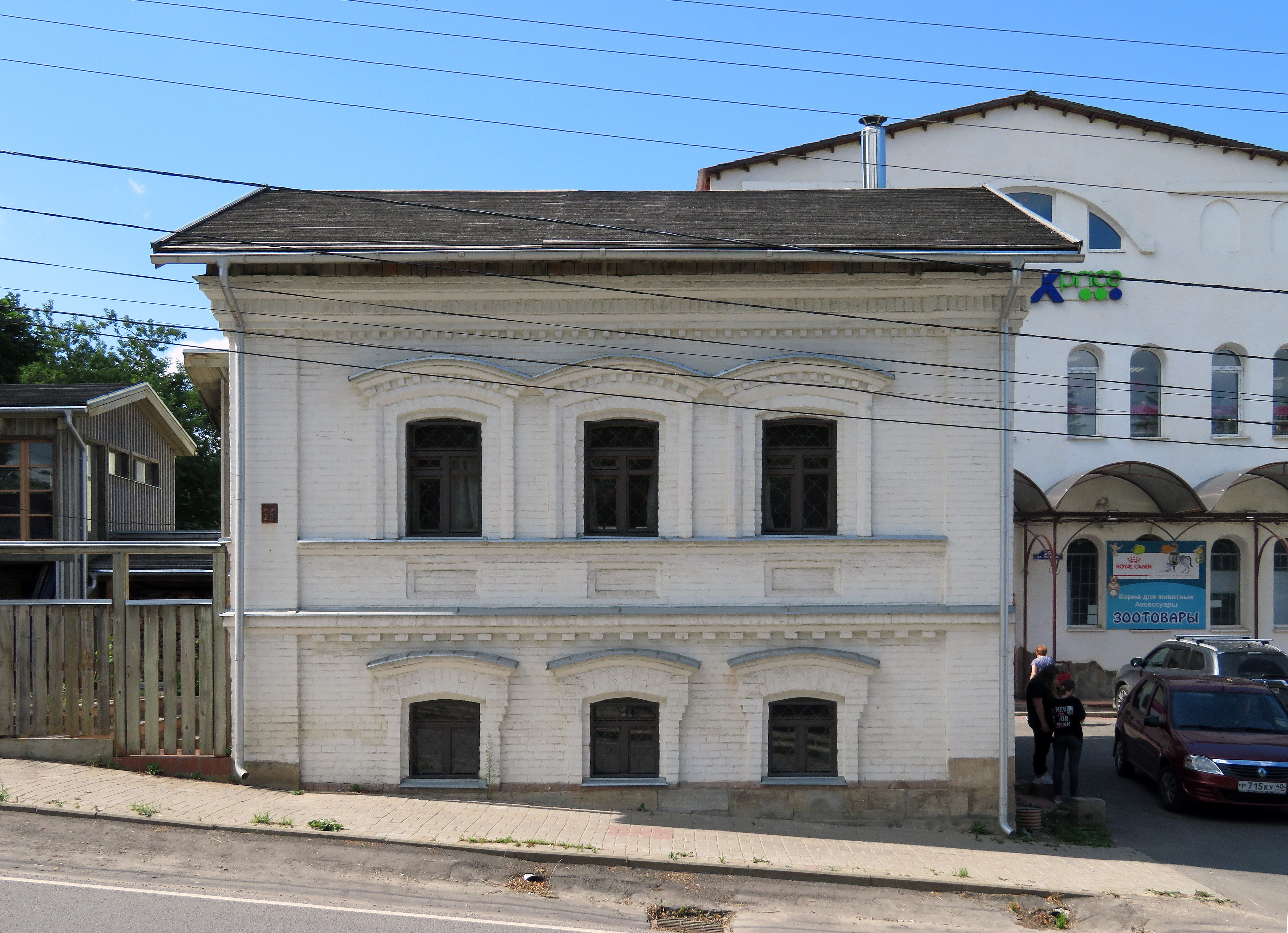
д. 22
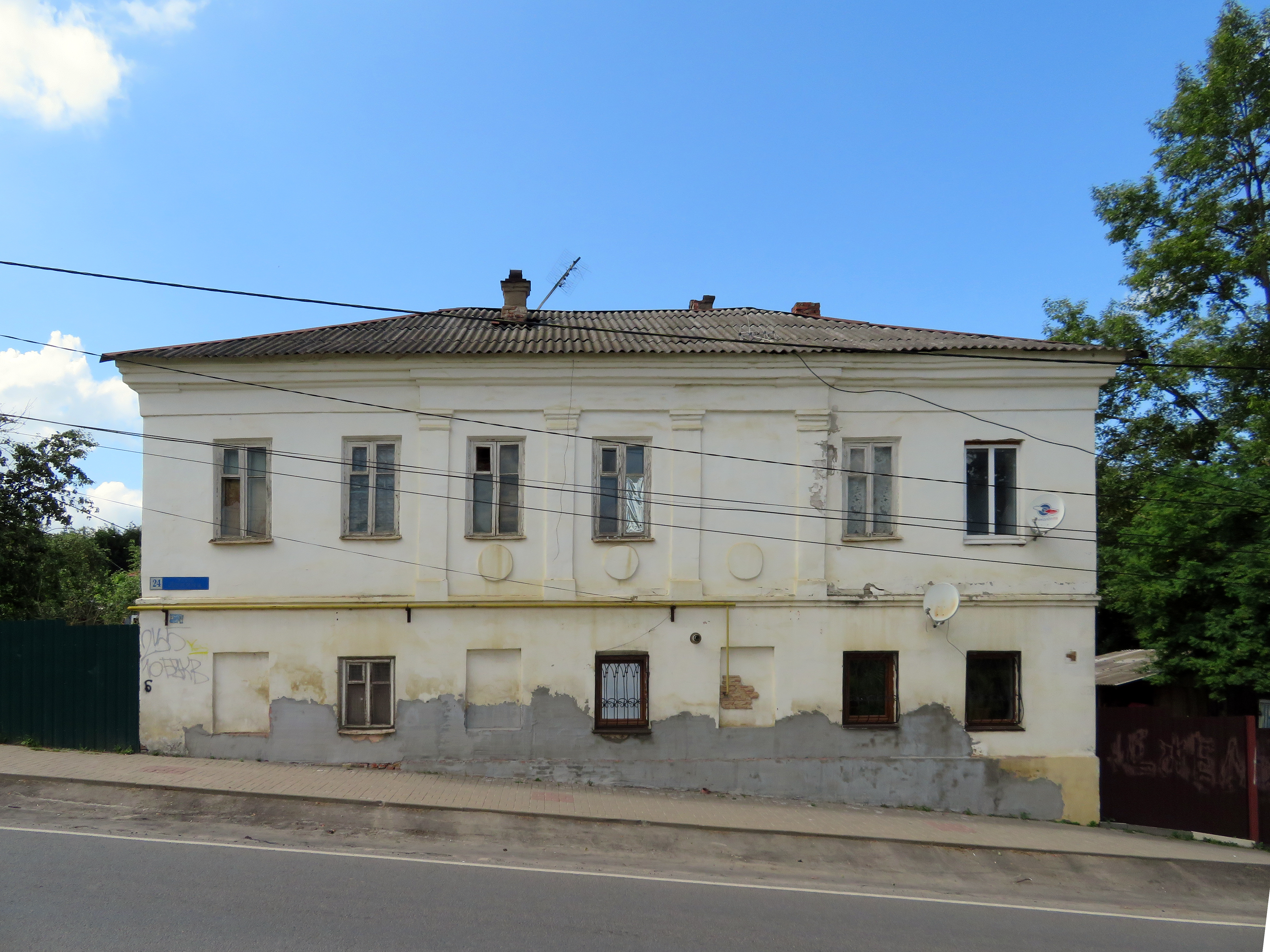
д. 24
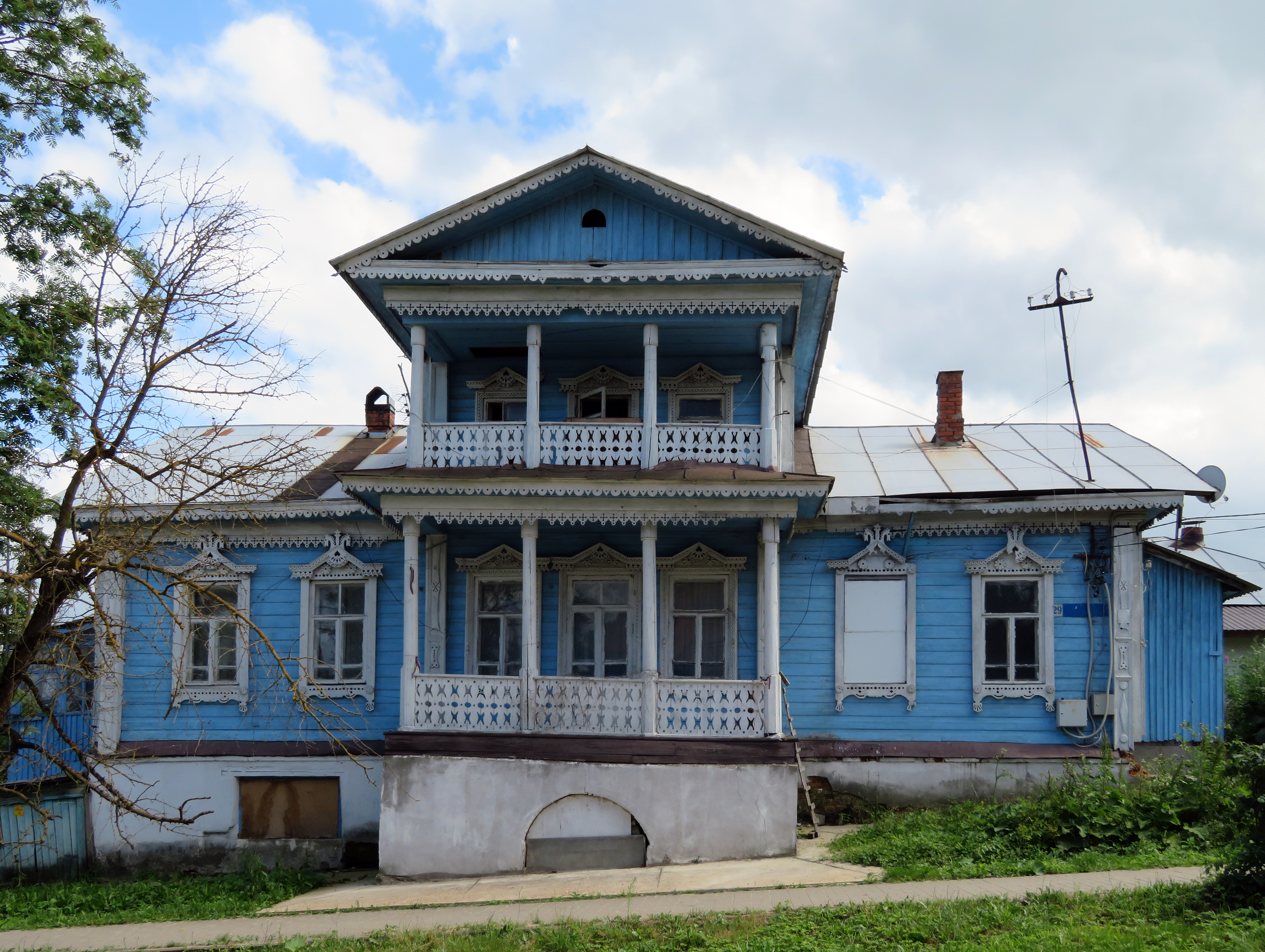
д. 29
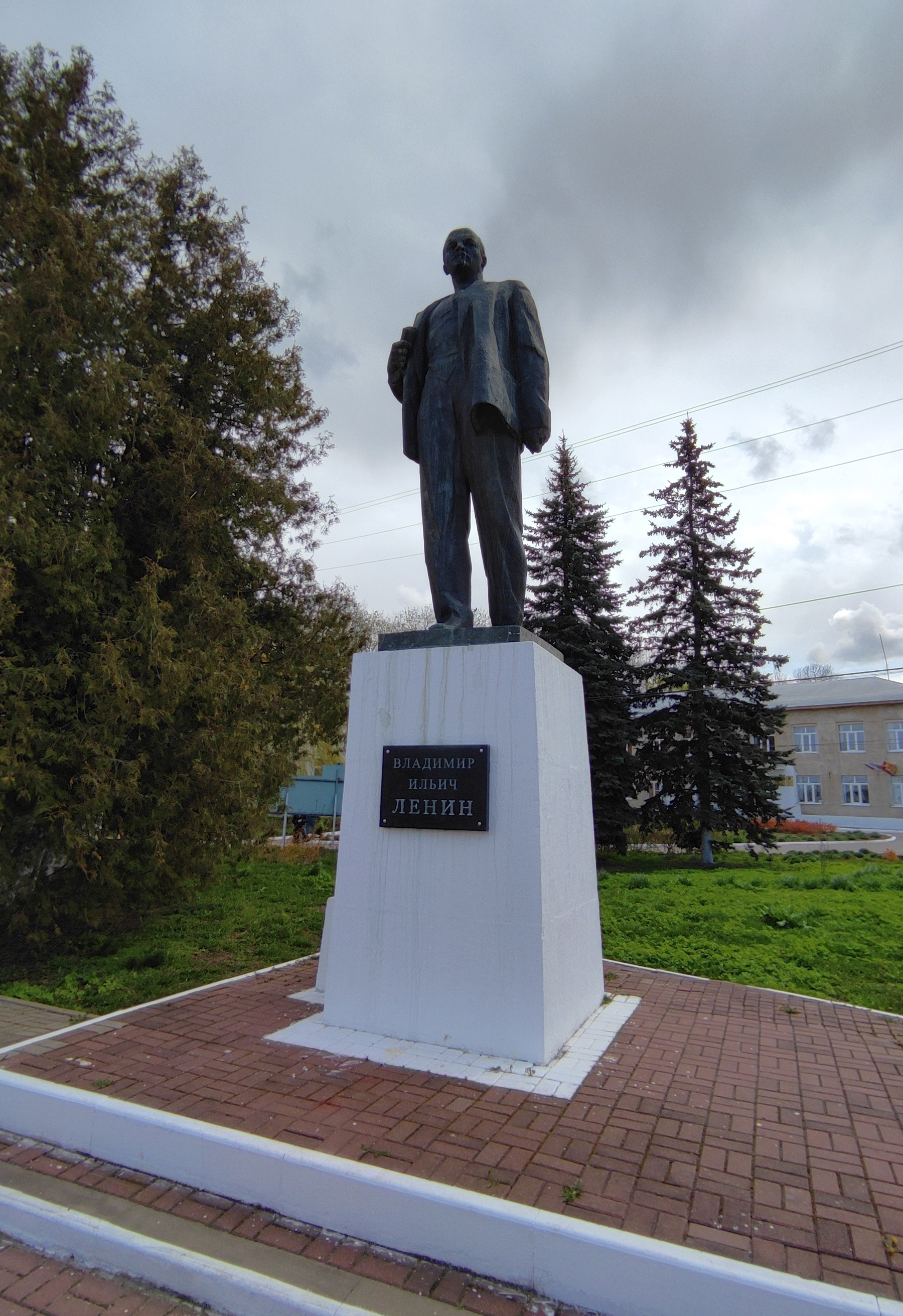
Памятник Ленину